# Saturday Night (comédie musicale)
Pour les articles homonymes, voir Saturday Night.
Saturday Night est une comédie musicale américaine dont la musique et les paroles sont de Stephen Sondheim, le livret de Julius J. Epstein et Philip G. Epstein, d'après leur pièce Front Porch in Flatbusch.

## Numéros  musicaux
| Acte I Ouverture - Orchestre - Saturday Night - Ted, Artie, Ray, Dino - Class - Gene, Hank, Celeste, Bobby, Artie, Ted, Dino - Delighted I'm Sure - Celeste, Mildred, Hank, Bobby, Ted, Artie, Ray, Dino - Love's a Bond - Vocalist - Isn't It? - Helen - In the Movies - Ted, Artie, Ray, Dino, Hank, Celeste, Mildred - Exhibit A - Bobby - A Moment With You - Vocalist, Gene, Helen - Saturday Night (reprise) - Ted, Artie, Ray, Dino - Gracious Living Fantasy - Gene & The Gang - Montana Chem - Ted, Artie, Ray, Dino, Hank, Celeste - So Many People - Helen, Gene - One Wonderful Day - Celeste, Hank, Bobby, Mildred, Florence, Ted, Artie, Ray, Dino | Acte II - Entr'acte - Orchestre - Saturday Night (reprise) - Ted, Artie, Ray, Dino - I Remember That - Hank, Celeste - Love's a Bond Blues - Dakota Doran - All for You - Helen - That Kind of a Neighborhood - Hank, Celeste, Mildred, Florence, Bobby, Ted, Artie, Ray, Dino - What More Do I Need? - Gene, Helen, Hank, Celeste, Mildred, Florence, Bobby, Ted, Artie, Ray, Dino, Clune, Lieutenant - One Wonderful Day (reprise) - The Company |